# Vernioz
Vernioz este o comună în departamentul Isère din sud-estul Franței. În 2009 avea o populație de 1.182 de locuitori.

## Evoluția populației
| An        | 1975 | 1982 | 1990 | 1999 | 2006  | 2009  |
| --------- | ---- | ---- | ---- | ---- | ----- | ----- |
| Populație | 475  | 689  | 798  | 888  | 1.055 | 1.182 |